# Trifluoroestireno
El trifluoroestireno o (trifluoroetenil)benceno es un compuesto orgánico aromático fluorado con fórmula molecular C8H5F3.